# Nusrat Jahan
Pour les articles homonymes, voir Jahan.
Nusrat Jahan Ruhi, née le 8 janvier 1990, est une actrice indienne qui travaille principalement dans le cinéma bengali,. Elle a rejoint la politique  en 2019 et a été élue dans la circonscription de Basirhat en tant que candidate au Congrès de Trinamool.
Les débuts à l'écran de Jahan étaient dans le film Shotru (en) de Raj Chakraborty. Elle apparaît ensuite dans le film Khoka 420 (en). Ses autres films notables incluent Khiladi, avec Ankush Hazra (en), Sondhe Namar Agey, avec Rahul Bose et Power, avec Jeet.
Elle est élue députée de Basirhat (en).

## Vie privée
Nusrat Jahan est née dans une famille musulmane à Kolkata, dans le Bengale-Occidental, en Inde, le 8 janvier 1990. Elle a terminé ses études à l'école Our Lady Queen of the Missions School (en), à Kolkata, puis est allée à l'université de Bhawanipur College (en), où elle a obtenu un baccalauréat en commerce.
Nusrat Jahan était en couple avec l'homme d'affaires Nikhil Jain, depuis 2018, et ils se sont mariés le 19 juin 2019 en Turquie ,.

## Carrière d'actrice

### Mannequinat
Avant d'être actrice, elle commence une carrière de mannequin après avoir remporté le concours de beauté Fair One Miss Kolkata, en 2010,.

### Débuts d'actrice
Elle fait ses débuts au cinéma à Tollywood, dans le film Shotru (en). Après une année de pause, elle joue dans son deuxième film, Khoka 420, avec Dev. Son troisième film est Khiladi.
Ensuite, elle apparaît dans deux chansons, à savoir Chicken Tandoori d' Action et Desi Chhori de Yoddha - The Warrior (en), qui ont toutes deux été des succès instantanés[réf. souhaitée].

### Succession de rôles entre 2015 et 2018
En 2015, elle donne la réplique à Ankush Hazra dans la comédie, Jamai 420 (en). Nusrat Jahan joue dans Har Har Byomkesh, sorti en décembre 2015. Le film est un énorme succès au box-office[réf. souhaitée].
En 2016, Jahan apparait dans le film Power du réalisateur Rajib Biswas. Cette même année, elle joue dans la comédie Kelor Kirti (en). Elle est ensuite aperçue dans Love Express (en), dans Zulfiqar (bn) ainsi que dans la comédie Haripada Bandwala (en), avec Ankush Hazra (en). Zulfiqar figure parmi les films les plus rentables de 2016[réf. souhaitée].
En 2017, elle est vue dans One, réalisé par Birsa Dasgupta (en). De surcroît, en mai et en septembre 2017, les deux films dans lesquels elle participe, Ami Je Ke Tomar (en) et Bolo Dugga Maiki (en), sont sortis en salles.
En 2018, elle joue dans Uma, puis elle est à l'affiche de Crisscross (en) réalisé par Birsa Dasgupta (en). Ce rôle lui permet d'être sélectionnée par Rajiv Kumar Biswas (en) pour le film Naqaab (en). Finalement, en 2018, elle participe au clip de la chanson Joy Joy Durga Maa[réf. souhaitée].

### Depuis 2020
En 2020, Nusrat Jahan est à l'affiche dans deux films, d'une part dans Asur (en), puis d'autre part dans un film d'action à propos de l'opération de sauvetage d'otages SOS Kolkata (en). Dans ce second film, elle incarne le rôle d'une responsable technique d'ATS, Amanda Jones.

## Carrière politique
Le 12 mars 2019, le ministre en chef du Bengale-Occidental et président du parti du Congrès de Trinamool, Mamata Banerjee annonce que Jahan se présente aux élections législatives de 2019 dans la circonscription de Basirhat (en) à la Lok Sabha ,. Elle gagne cette élection avec 350 000 voix d'avance contre Sayantan Basu.